# Maître d'Evert Zoudenbalch
Le Maître d'Evert Zoudenbalch est un maître anonyme peintre et enlumineur actif vers 1460-1470 à Utrecht. Il doit son nom de convention à une bible ayant appartenu à Evert Zoudenbalch (nl), chanoine de la cathédrale d'Utrecht. Des miniatures ainsi que des panneaux peints sont attribués à l'artiste et à son entourage.

## Historique

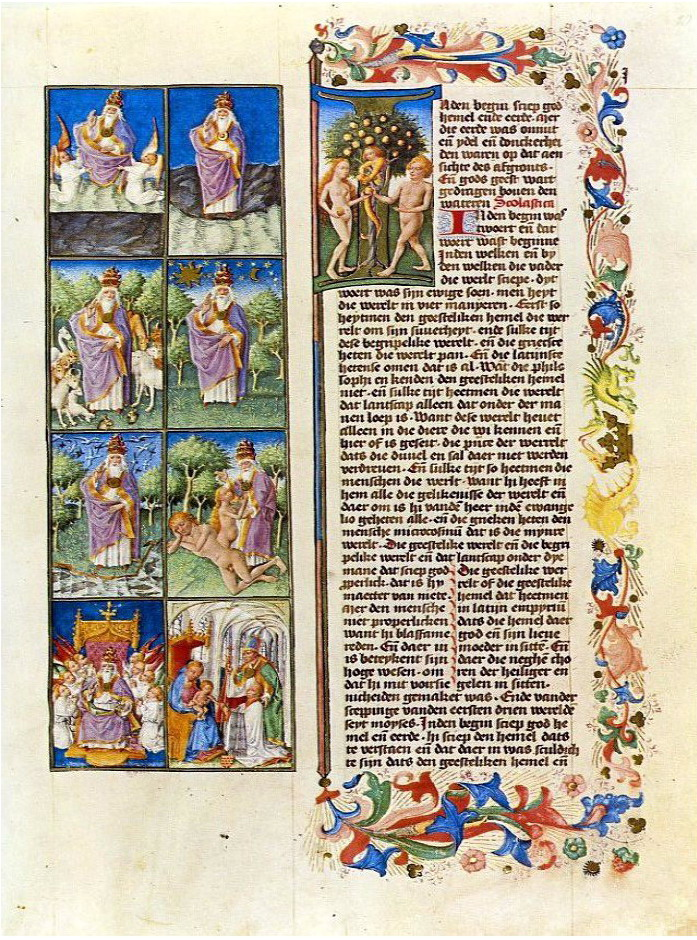
Bible d'Evert Zoudenbalch.

L'artiste anonyme doit son nom à une bible en néerlandais en deux tomes réunissant par ailleurs des textes historiques et les commentaires de Pierre le Mangeur. Ce manuscrit, commandé par Evert Zoudenbalch (nl), chanoine et trésorier de la cathédrale d'Utrecht rattache l'artiste à cette ville. Plusieurs des autres manuscrits semblent indiquer qu'il était actif sur place dans le second quart du XVe siècle. Des gravures et incunables réalisés dans cette même ville rappellent aussi son œuvre. Il collabore avec d'autres enlumineurs anonymes désignés sous les noms de : Maître de Gijsbrecht van Brederode, d'après le commanditaire d'un livre d'heures réalisé en commun, le Maître du Passionnaire de Londres ou le Maître des Nuages moutonneux. 
Son style, qui rappelle Stephan Lochner, indique qu'il pourrait avoir été formé ou venir de Cologne. Il réutilise aussi des modèles du Maître de Catherine de Clèves, ce qui a fait dire qu'il en avait été l'élève. Enfin, il réutilise aussi des motifs tirés des œuvres de Jan van Eyck : ce dernier a en effet été peintre à la cour du comte de Hollande. Il pourrait aussi s'être déplacé à Bruges, lui ou l'un de ses collaborateurs, une main proche de son style se retrouvant dans des manuscrits produits sur place.
Les livres d'heures auxquels le maître d'Evert Zoudenbalch a collaboré comprennent ceux de Jan van Amerongen (1460 à Bruxelles), de Gilbert de Brederode (vers 1465-1470) et avec le maître de Gijsbrecht van Brederode celui de Yolande de Lalaing.
L'historien de l'art K.G. Boon a proposé de lui attribuer plusieurs panneaux et peintures de grand format : c'est le cas de plusieurs scènes de la Passion du Christ mais aussi d'une fresque représentant l'arbre de Jessé, située dans l'ancienne église Buurkerk (en) à Utrecht, toutes datées entre 1455 et 1470. Or, selon lui, un seul peintre a reçu plusieurs commandes de la fabrique de cette église : il s'agit de Hillebrant van Rewijck. Il propose ainsi d'identifier le maître anonyme avec ce dernier ou avec son fils Erhard van Rewijck.

## Style
Son style, caractéristique dans la bible de Zoudenbalch, montre une capacité de l'artiste, rare pour l'époque, a représenter les sentiments sur les visages de ses personnages. Il maîtrise par ailleurs parfaitement la technique des petits coups de pinceaux permettant de rendre une grande variété d'effets de surface, de relief, d'ombres et de lumières. Il sait jouer aussi sur les couleurs contraires pour rendre ses effets. Il sait aussi utiliser des cadrages originaux pour ses scènes - personnages vus de derrière ou de dessous - accentuant leur dramaturgie. 

## Œuvres attribuées

### Manuscrits enluminés
- Livre d'heures de Jan van Amerongen et Mary van Vronensteyn, 12 miniatures, vers 1460, Bibliothèque royale de Belgique, Ms II 7619
- Livre d'heures, 1 miniature pleine page du maître et autres décorations par le Maître de Gijsbrecht van Brederode, Getty Center, Ms. Ludwig IX 10[5]
- Bible et autres textes historiques compilés, en 2 volumes, destinée à Evert Zoudenbalch (nl), 244 miniatures et 33 lettrines historiées en collaboration avec le Maître de Gijsbrecht van Brederode et 4 autres enlumineurs anonymes, après 1460, Bibliothèque nationale d'Autriche, Cod. 2771–2
- Livre d'heures de Gijsbrecht van Brederode, vers 1465-1470, en collaboration avec le Maître de Gijsbrecht van Brederode et le Maître du Passionnaire de Londres, Bibliothèques de l'université de Liège, Ms Wittert 13
- Compilation de textes d'histoire naturelle, vers 1465-1470, Herzog August Bibliothek, Wolfenbüttel, Cod. Guelf. 18.2. Aug. 4°
- Livre d'heures à l'usage de Sarum, miniatures en grisaille, Bodleian Library, MS. Auct. D.inf.2.13[6]

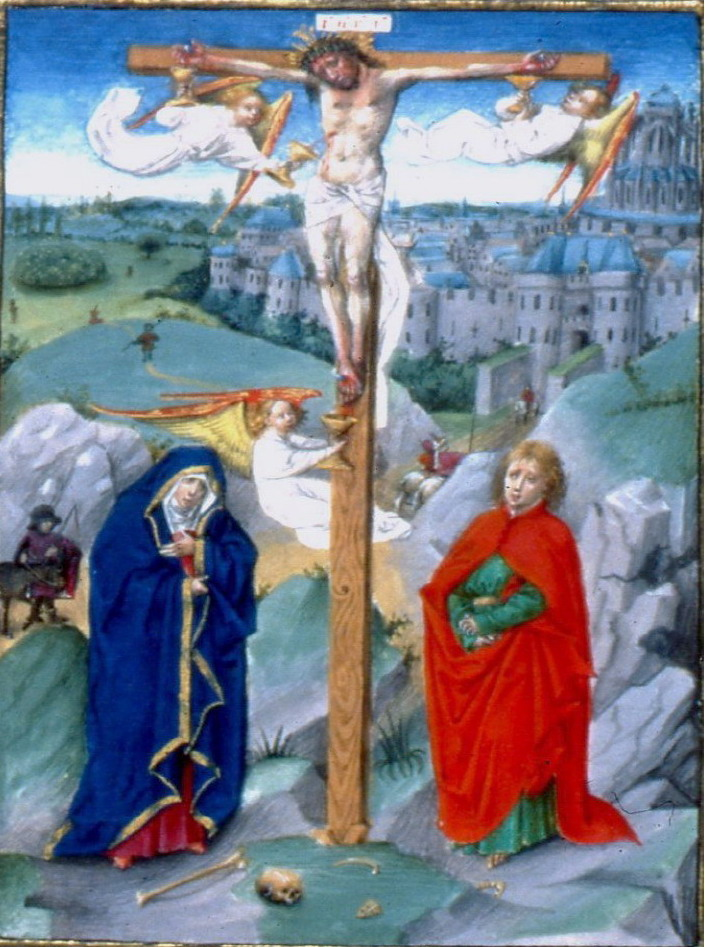
Crucifixion, livre d'heures de Jan van Amerongen.
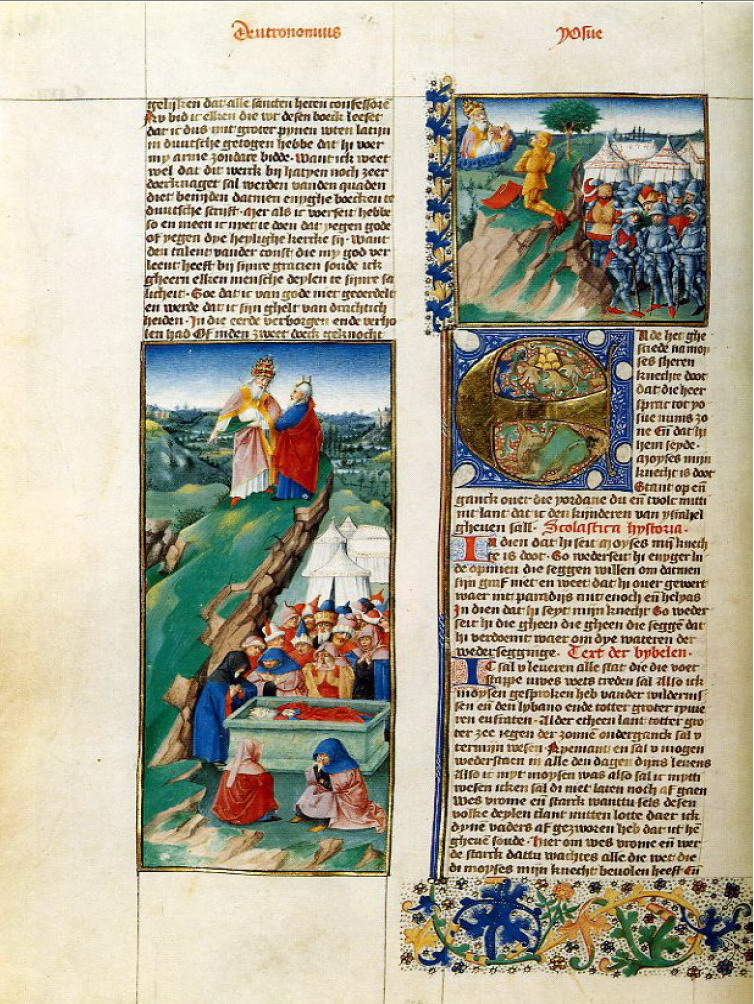
Bible d'Evert Zoudenbalch.
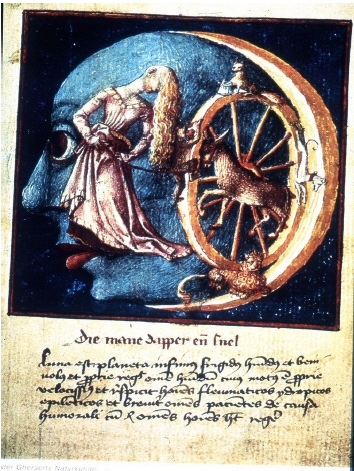
Roue de la fortume, Compilation d'histoire naturelle.

### Panneaux
Les panneaux sont attribués au maître ou le plus souvent à un peintre de son entourage.
- Le Christ portant sa croix, Metropolitan Museum of Art, New York, 43.95[7]
- La Crucifixion avec les deux larrons, vers 1450-1460, Rhode Island School of Design Museum, Providence (Rhode Island)[8]
- Triptyque de la crucifixion avec une messe de saint Grégoire et saint Christophe, vers 1460, Rijksmuseum Amsterdam, SK-A-1408 (longtemps en prêt au Centraal Museum d'Utrecht)[9]
- Le Christ cloué sur la croix, Walker Art Gallery, Liverpool, WAG 1186
- L'Arbre de Jessé, fresque de la chapelle au sud de la tour de la Buurkerk (en), actuel Museum Speelklok, Utrecht

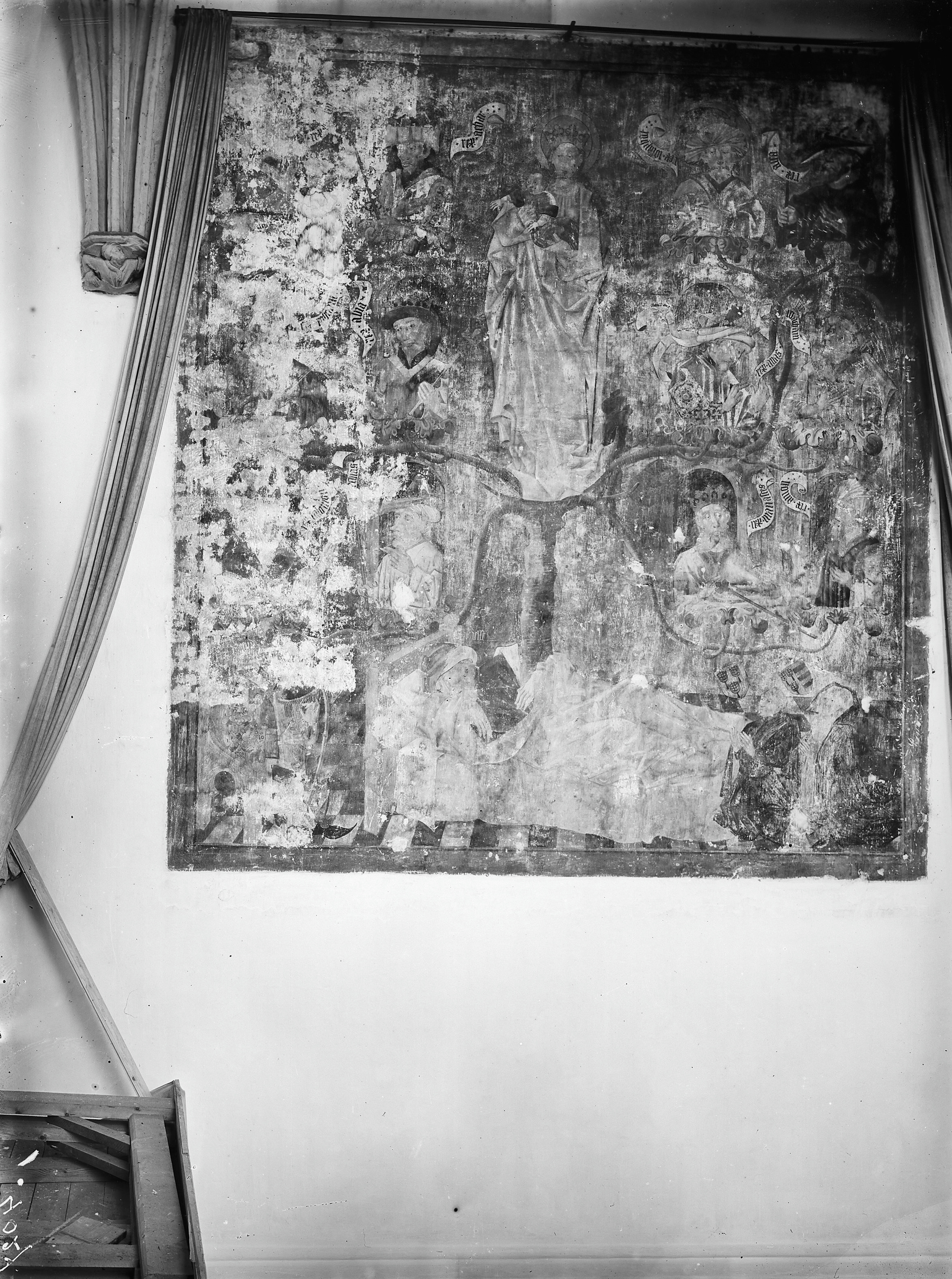
Fresque de l'arbre de Jessé, Utrecht.
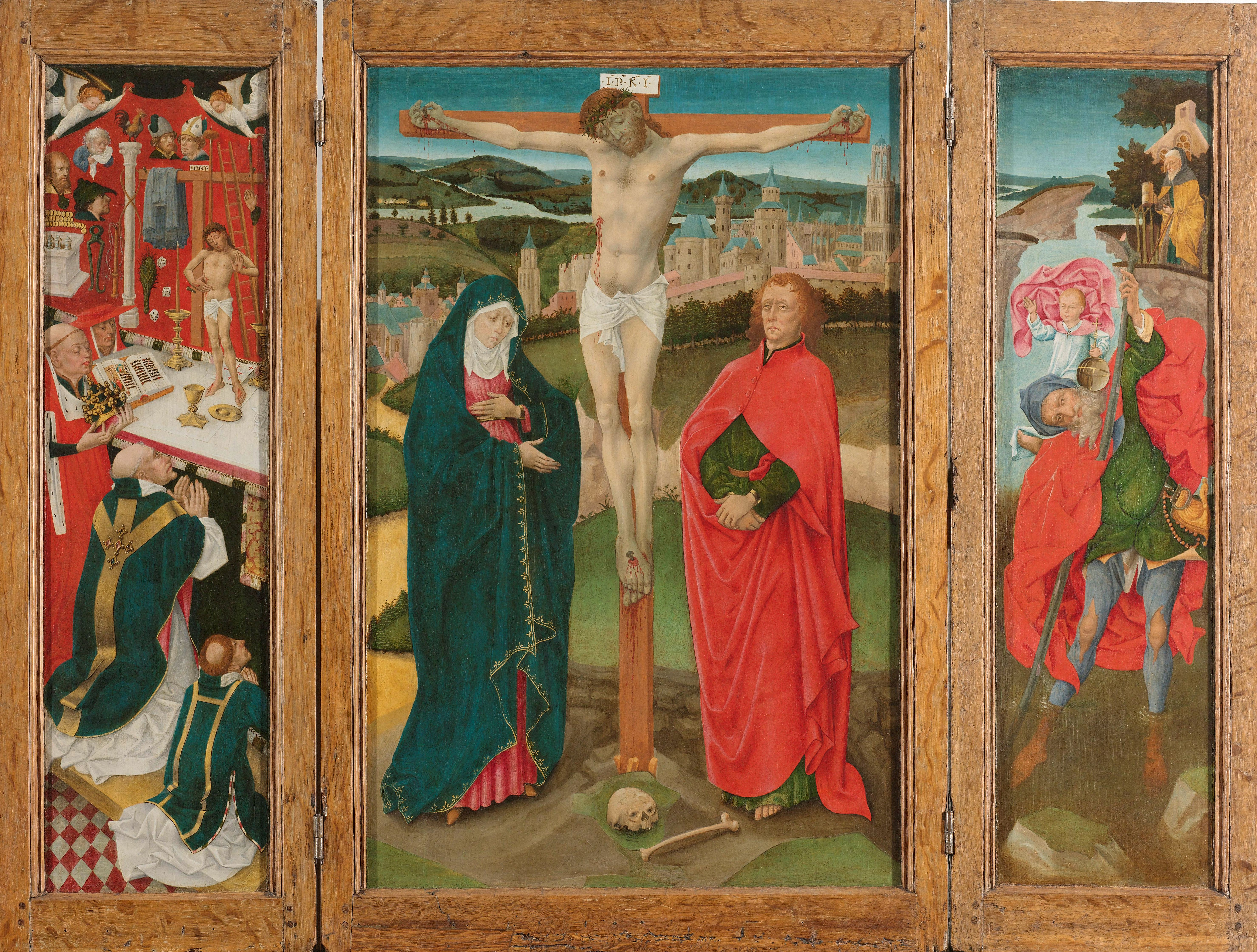
Triptyque de la Crucifixion, Rijksmuseum.
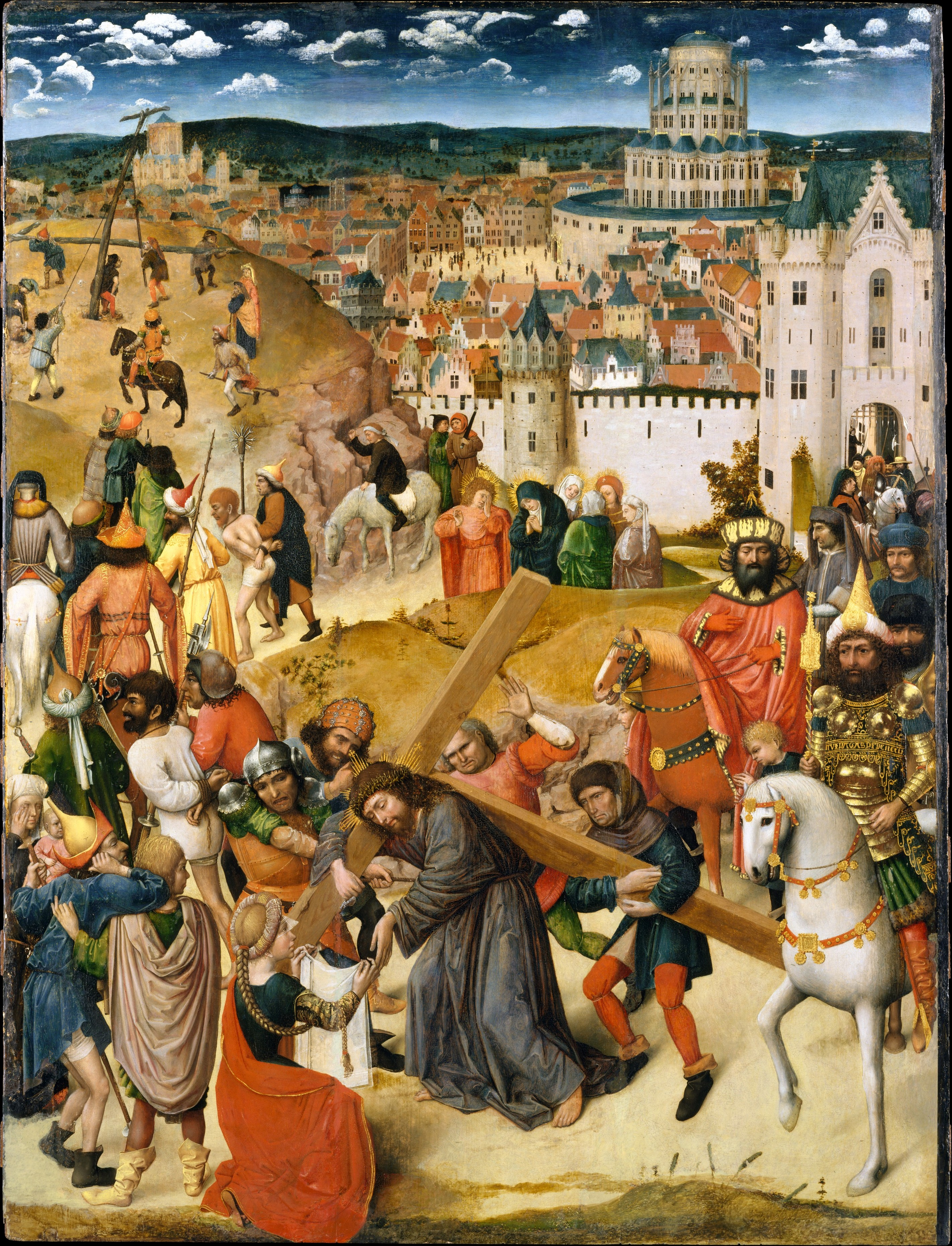
Le Christ portant sa croix, Metropiolitan Museum.
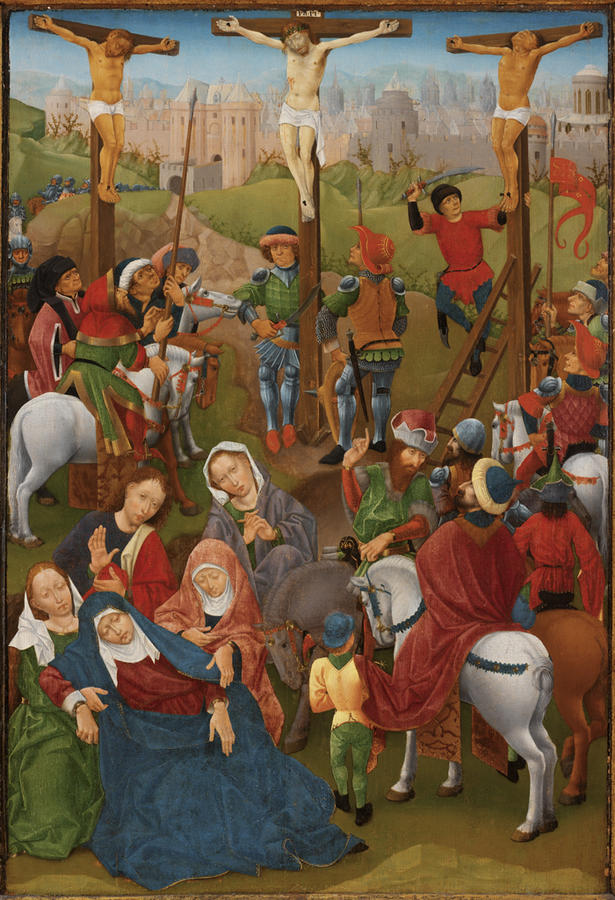
La Crucifixion aux deux larrons, Rhode Island School of Design Museum.